# 303 Josephina
303 Josephina este un asteroid din centura principală, descoperit pe 12 februarie 1891, de Elia Millosevich.